# Дама, поп, асо, шпионин (филм)
„Дама, поп, асо, шпионин“ (на английски: Tinker Tailor Soldier Spy) е шпионски трилър филм от 2011 г. на режисьора Томас Алфредсон.
Сценарият, написан от Бриджит О'Конър и Питър Страуг, е базиран на едноименния роман на Джон льо Каре. Премиерата на филма е на кинофестивала във Венеция на 5 септември 2011 г.

## Актьорски състав
- Гари Олдман – Джордж Смайли
- Колин Фърт – Бил Хейдън
- Том Харди – Рики Тар
- Марк Стронг – Джим Придо
- Кийрън Хайндс – Рой Бленд
- Бенедикт Къмбърбач – Питър Гилам
- Дейвид Денсик – Тоби Естерхейз
- Стивън Греъм – Джери Уестерби
- Саймън Макбърни – Оливър Лейкън
- Тоби Джоунс – Пърси Алелайн
- Джон Хърт – „контрол“
- Кати Бърк – Кони Сакс
- Роджър Лойд-Пак – Мендел

## Награди и номинации
| Категория                                       | Номиниран(и)                   | Резултат                    |
| Оскар (26 февруари 2012 г.)                     | Оскар (26 февруари 2012 г.)    | Оскар (26 февруари 2012 г.) |
| ----------------------------------------------- | ------------------------------ | --------------------------- |
| Най-добър адаптиран сценарий                    | Бриджит О'Конър и Питър Страуг | номинация                   |
| Най-добра филмова музика                        | Алберто Иглесиас               | номинация                   |
| Най-добра мъжка роля                            | Гари Олдман                    | номинация                   |
| Награда на БАФТА (12 февруари 2012 г.)          |                                |                             |
| Най-добър британски филм                        | Най-добър британски филм       | награда                     |
| Най-добър адаптиран сценарий                    | Бриджит О'Конър и Питър Страуг | награда                     |
| Най-добър филм                                  | Най-добър филм                 | номинация                   |
| Най-добър филмов монтаж                         | Най-добър филмов монтаж        | номинация                   |
| Най-добри декори                                | Най-добри декори               | номинация                   |
| Най-добри костюми                               | Най-добри костюми              | номинация                   |
| Най-добър звук                                  | Най-добър звук                 | номинация                   |
| Най-добра режисура                              | Томас Алфредсон                | номинация                   |
| Най-добра кинематография                        | Хойте ван Хойтема              | номинация                   |
| Най-добра филмова музика                        | Алберто Иглесиас               | номинация                   |
| Най-добър актьор в главна роля                  | Гари Олдман                    | номинация                   |
| Европейски филмови награди (1 декември 2012 г.) |                                |                             |
| Най-добри декори                                | Най-добри декори               | награда                     |
| Най-добра филмова музика                        | Алберто Иглесиас               | награда                     |
| Награда на публиката                            | Награда на публиката           | номинация                   |
| Най-добър оператор                              | Хойте ван Хойтема              | номинация                   |
| Най-добър актьор                                | Гари Олдман                    | номинация                   |
| Сателит (18 декември 2011 г.)                   |                                |                             |
| Най-добър филм                                  | Най-добър филм                 | номинация                   |
| Най-добър режисьор                              | Томас Алфредсон                | номинация                   |
| Най-добър актьор                                | Гари Олдман                    | номинация                   |
| Емпайър (25 март 2012 г.)                       |                                |                             |
| Най-добър британски филм                        | Най-добър британски филм       | награда                     |
| Най-добър трилър филм                           | Най-добър трилър филм          | награда                     |
| Най-добър актьор                                | Гари Олдман                    | награда                     |
| Най-добър филм                                  | Най-добър филм                 | номинация                   |
| Най-добър режисьор                              | Томас Алфредсон                | номинация                   |